# 朗伯陨击坑
朗伯陨击坑（Lambert）是火星示巴湾区的一座撞击坑，其中心坐标位于南纬20.2度、西经334.7度处，直径92公里，该特征取名自瑞士物理学家暨天文学家“约翰·海因里希·朗伯”（1728年-1777年），1973年被国际天文联合会行星系统命名工作组批准接受。

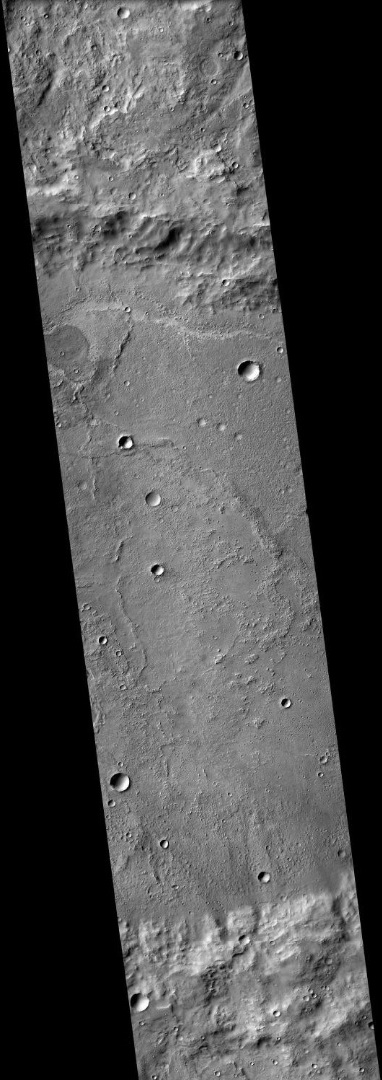
火星勘测轨道飞行器背景相机拍摄的朗伯陨击坑。